# Przechód za Łasztowicą
 Przechód za Łasztowicą (słow. Priechod za Lastovicou, ok. 1290 m) – przełęcz w długiej północnej grani zachodniego wierzchołka Zadnich Jatek w słowackich Tatrach Bielskich. Grań ta oddziela Dolinę do Regli od Doliny Kępy. Znajdują się w niej dwie wybitne turnie; Szalona Turnia i poniżej niej Łasztowica. Pomiędzy nimi ciągnie się 250-metrowej długości stromy grzbiet porośnięty świerkami, kosodrzewiną, limbami i jarzębiną. Łasztowica opada na niego pionowym uskokiem o wysokości sporo ponad 100 metrów. Tuż poniżej tego uskoku znajduje się najniższe miejsce. Jest to Przechód za Łasztowicą. Z obydwu zboczy wejście na niego jest względnie łatwe, choć niewygodne – przeszkodami są powalone drzewa i strome, wapienne ścianki. Łatwiejsze jest przejście w środkowej części grzbietu między Łasztowicą i Szaloną Turnią. Prowadzi tędy wydeptana ścieżka. Teren znajduje się na obszarze ochrony ścisłej TANAP-u.
Autorem nazwy przechodu jest Władysław Cywiński. 